# Габінет Руслан Олександрович
Руслан Олександрович Габінет — український військовослужбовець, підполковник, командир 5 ОВМБр.

## Життєпис
Закінчив Національну академію сухопутних військ імені Петра Сагайдачного
Свою службу в 5-й окремій штурмовій бригаді розпочав із посади заступника командира штурмового батальйону. Далі обіймав ключові командні посади: начальника штабу, командира батальйону та заступника командира бригади
Особливе визнання здобув в битві за Бахмут, коли його підрозділ утримував стратегічно важливі позиції біля Бахмута і Часового Яру для підтримки «Дороги життя» до українських позицій.
6 січня 2025 призначений командиром 5-ї окремої важкої механізованої бригади.